# Duma Estatal
La Duma Estatal (en rus: Государственная дума, tansliteració: "Gosudarstvennaia duma", i abreviat de forma habitual Госдума, "Gosduma") és la cambra baixa del la Federació Russa, on el parlament es coneix com a Assemblea Federal de Rússia, sent la cambra alta el Consell de la Federació Russa. La seva seu es troba a la ciutat de Moscou.
La Duma Estatal ostenta els següents poders: 
- aprovar lleis federals (per majoria dels diputats) i lleis constitucionals (cal una majoria de dos terços), que han de ser aprovades pel consell de la Federació Russa i signades pel president de Rússia.
- anul·lar el veto del Consell de la Federació Russa a una llei federal per majoria de dos terços.
- anul·lar el veto del President de Rússia a lleis federals per majoria de dos terços juntament amb tres quartes parts dels vots dels membres del Consell de la Federació Russa.
- començar el procediment de censura contra el President de Rússia per majoria de dos terços.

La Duma Estatal va substituir el Soviet Suprem a conseqüència de la nova constitució que va introduir Borís Ieltsin l'any 1993. Segons aquesta constitució la Duma Estatal està composta per 450 diputats (article 95), escollits per a un període de quatre anys (article 96). Els ciutadans russos de 21 o més anys poden ser triats per a la Duma (article 97).